# Руби (Свръхестествено)
Руби е герой от сериала Свръхестествено по американската CW Television Network. Ролята на Руби се изпълняав от Кейти Касиди (сезон 3) и Женевив Кортес (сезон 4). Тя е демон и за първи път се появява в трети сезон, където спасява Сам и Дийн Уинчестър, и продължава да им помага през целия сезон. Поради свиване на бюджета, актрисата Кейти Касиди е заменена от Женевив Кортес за четвъртия сезон. Въпреки че феновете реагират първоначално отрицателно към героинята, Кортес и създателят Ерик Крипки смятат, че те все повече са започнали да я приемат.

## Сюжет
В началото не е известно много за Руби, мистериозната блондинка, която се появява за първи път в епизодът „Великолепната седморка“ през трети сезон. Тя проследява ловецът Сам Уинчестър, и очевидно е съсредоточена върху него по време на епизода, доближавайки веднъж до него, но изчезвайки в мига, в който той се обръща. В края на епизода, когато Сам е в смъртна опасност от Суета и още два демонични Гряха, Руби се появява отново и този път убива демоните с нож. Смъртта им наподобява смърт на демон, причинена от Колта. Тъй като ненавижда обичайните демонични способности като телекинезата, Руби разчита предимно на бойните изкуства.
Руби се появява в следващия епизод „Децата са добре“ и информира Сам, че има работа за вършене, имайки предвид подмяната на деца, за която се разказва в епизода. Тя не се завръща до самия край на епизода, когато Сам настоява тя да му разкрие коя е. Тя се съгласява и му казва, че е демон. Сам заплашва да я застреля, но после решава да я остави да живее и да продължава да му „помага“. Руби прави това в „Град на греха“, когато помага на ловеца Боби Сингър да възстанови Колта.
В „Лов на вещици“, става ясно, че тя някога е била вещица, продала душата си на демон преди смъртта си по време на Чумата. Руби по-късно казва на Дийн, че тя не може да спаси душата му. Казва и че все още си спомня какво е било да си човек и казва, че тя не прилича на другите демони, въпреки че ѝ се иска да приличаше.
Руби се завръща в „Правилата на войната“, където предлага да направи заклинание, което ще унищожи атакуващата орда демони, въпреки че ще убие и нея. Но тъй като заклинанието изисква сърцето на девствен човек, Сам и Дийн не ѝ позволяват да го направи.
В края на сезона, Дийн хваща Руби в Дяволски капан, открадва ножа ѝ и тръгва със Сам, за да се изправи лице в лице с демона Лилит, който държи договора за душата на Дийн. По време на акцията на братята, Руби някак се измъква от капана, открива ги и им помага да намерят Лилит. Демонът, обаче, избягва и тримата побягват от адската хрътка, която преследва Дийн. По време на хаоса, Лилит превзема гостоприемника на Руби, изпращайки Руби обратно в Ада. Но силите на Лилит нямат ефект върху Сам и точно преди Сам да я удари с ножа на Руби, демонът напуска тялото, оставяйки го мъртво.
По-късно, в епизода „Знам какво направи миналото лято“ се разкрива, че Руби е успяла да накара Лилит да ѝ вярва отново и е освободена от Ада със заповед да убие Сам. Тя пристъпва това си обещание към Лилит и отново започва да помага на Сам. Тя го издирва, но той се отрича от нея, тъй като тя обладава човешки гостоприемник. За да разреши този проблем, Руби обладава тялото на жена, която е обявена за мъртва. Те преспиват заедно поне веднъж и тя го спасява от себеунищожението към което той се е запътил. Впоследствие, Сам вече вярва на Руби безрезервно. Тя започва да го обучава как да използва демоничните си способности, за да извършва екзорсизъм над демони.
След възкресението на Дийн в четвърти сезон, Руби насърчава Сам да му признае истината за това, което е правил преди Дийн да открие сам. Когато, в епизода "Къде си, Господи? Аз съм, Дийн Уинчестър", тя разбира, че Дийн е бил възкресен от ангел, тя се изплашва и спира да се вижда със Сам от страх да не я убият. Това очевидно е за кратко, тъй като в следващите епизоди „В началото“ и „Метаморфоза“, тя и Сам се измъкват посред нощ, за да разпитат демон и да научат местонахождението на Лилит.
По-късно, в „Знам какво направи миналото лято“, тя предупреждава братята Уинчестър за положението на Ана, млада жена, която може да чува ангелите и за това Ада я иска жива, за да я измъчва и да измъкне информация от нея. Тя им помага да я скрият на сигурно място и накрая разбират, че Ана е паднал ангел. Следвайки плана на Сам в следващия епизод, тя унищожава торбичката със заклинанието, което скрива местонахождението им и призовава демонът Алистър, за да сключи с него сделка. Руби е заловена и измъчвана, но отвежда Алистър при Уинчестър и Ана. След като Ана възвръща сиянието си в суматохата, създадена от последвалата битка между ангелите и демоните, тя възвръща истинския си образ и изчезва. В експлозията от светлина, създадена по време на това, Алистър изчезва.
В „Крис Ейнджъл е задник“, Руби се появява и се скарва със Сам, заради това, че той работи върху някакъв случай, а в същото време половината окови вече са счупени. По-късно Сам потегля с Руби в неизвестна посока.
В „Ангелски съмнения“, Руби помага на Сам да открие къде ангелите са отвели Дийн. Също така се разкрива това, което причинява нарастването на силите на Сам: той пие демонската кръв на Руби.
Във финала на четвъртия сезон е показано, че Руби е манипулирала Сам откакто са се срещнали, печелейки доверието му, за да го накара да убие Лилит и да счупи последната окова. След като истинските ѝ намерения са разкрити, тя е убита от братята със собствения си нож.